# Horné Chlebany
Horné Chlebany (Hongaars: Felsőhelbény) is een Slowaakse gemeente in de regio Nitra, en maakt deel uit van het district Topoľčany.
Horné Chlebany telt 358 inwoners.